# Jacob Mayson
Jacob Mayson, född 1808, död 1881, var en dansk-norsk skådespelare och teaterdirektör. 
Han var 1836–1839 ledare för det teatersällskap som hyrde  teatern i Trondheim, som tidigare endast använts av det lokala amatörteatersällskapet samt Carl Wilhelm Orlamundt sällskap två år tidigare. Hans sällskap var det enda i Trondheim under denna tid, och spelade en viktig roll i Norge, som vid denna tid nästan enbart hade kringresande teatersällskap, och flera av Norges välkända scenartister från denna tid var engagerade vid hans sällskap. Han sålde teatern till Gustav Wilhelm Selmer 1848.